# Памятник Бенито Хуаресу (Вашингтон)
«Бенито Хуарес» (англ. Benito Juarez) — памятник работы скульпторов Энрике Альчати и Луиса Ортиса Монастерио, посвящённый Бенито Хуаресу и установленный в центре Вашингтона — столицы США.

## Хуарес и Америка

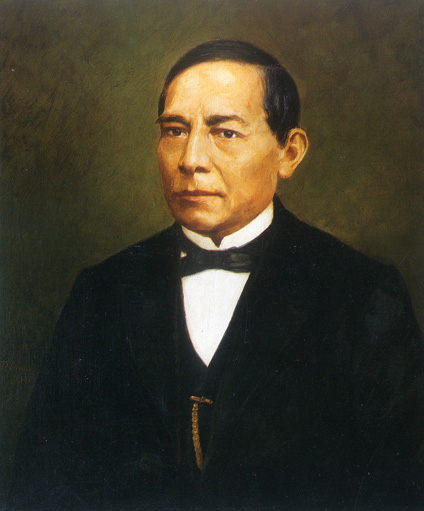
Портрет Бенито Хуареса работы Пелегрина Клаве, 1862 год

Бенито Хуарес (1806—1872) был известен как «мексиканский Джордж Вашингтон» — отец и строитель современной Мексики. Будучи родом из бедной деревенской семьи индейцев-сапотеков и оставшись сиротой в возрасте до трёх лет, он, несмотря на неграмотность родителей, выучился писать и читать у католических священников, получил юридическое образование, стал адвокатом, и к сорока одному году получил должность губернатора Оахаки. Являясь активным приверженцем либеральной политики, Хуарес был вынужден покинуть страну и бежать в Новый Орлеан, когда в 1853 году власть в стране узурпировал Антонио Лопес де Санта-Анна. В следующем году, Хуарес принял участие в разработке плана Аютлы, документа призывающего к бойкоту Санта-Анны и учреждении конвенции по созданию новой конституции. После свержения диктатора, Хуарес вернулся на родину и стал министром юстиции. Когда в результате правого переворота 1858 года, президент Мексики Игнасио Комонфорт был свергнут и бежал из страны, Хуарес взял на себя президентские полномочия и создал собственное правительство в Веракрусе. Во время гражданской войны в США, Хуарес подружился с американским президентом Авраамом Линкольном, давшим ему совет об установлении демократии в Мексике. На протяжении последующих лет пребывания в должности, сопротивляясь римско-католической церкви, военным и консервативным противникам, Хуарес пытался создать современное гражданское общество, дав права коренному индейскому населению страны, а также построить капиталистическую экономику, основанную на американской модели. В 1861 году он был легитимно избран на пост президента и в тот же год император Франции Наполеон III вторгся на территорию Мексики. После нескольких сражений с оккупационными силами, присланными из нескольких страну Европы, Хуарес был вынужден вернуться в Веракрус, пока США не потребовали вывода французских войск. В 1867 году французский ставленник на титул мексиканского императора Максимилиан I был убит, Хуарес взял Мехико и упразднил монархию, и в том же году был избран президентом. Переизбравшись в 1871 году, Хуарес занимал президентский пост до своей смерти в 1872 году от сердечного приступа, оставшись в народной памяти прогрессивным реформатором, стоявшим на защите демократии и национального суверенитета.

## История
Предложение об установке памятника Хуаресу в качестве подарка американской нации от мексиканского народа было выдвинуто 26 октября 1967 года президентом Мексики Густаво Диасом Ордасом на торжественном обеде во время официального визита в Вашингтоне, в знак дружбы после открытия статуи Авраама Линкольна в 1966 году в Сьюдад-Хуаресе президентом США Линдоном Джонсоном. За образец для создания памятника Хуаресу в США была взята статуя работы скульптора Энрике Альчати, созданная в реалистичном стиле и отлитая в 1891 году на производстве «Nelli Foundry» в Риме, а затем установленная на горе в Оахаке.
Установка памятника была согласована федеральным правительством США 17 октября 1968 года, а его создание поручено скульптору Луису Ортису Монастерио. Статуя была отливалась в Мехико на производстве «Fundidores Artisticos» под руководством Р. Морено, но при перевозке в США у скульптуры отломилась нога, а рука лопнула, однако они были восстановлены американскими и мексиканскими сварщиками. Постамент был разработан по подряду «Roubin and Janeiro» в США архитекторами Луисом Сосой Вилласенором и Луисом Ортисом Маседо, которые разместили внутри него урну с землёй из Гелатао в Оахаке — с родины Хуареса.
Памятник был открыт 7 января 1969 года. В 1993 году он был описан «Save Outdoor Sculpture!». В 2005 году, ввиду неудовлетворительного состояния монумента, на его основание работниками Службы национальных парков были установлены стягивающие ремни, затем, в 2010 году фирмой «Oehrlein & Associates Architects» был составлен план ремонта, который прошёл с 2011 по 2012 год.

## Расположение

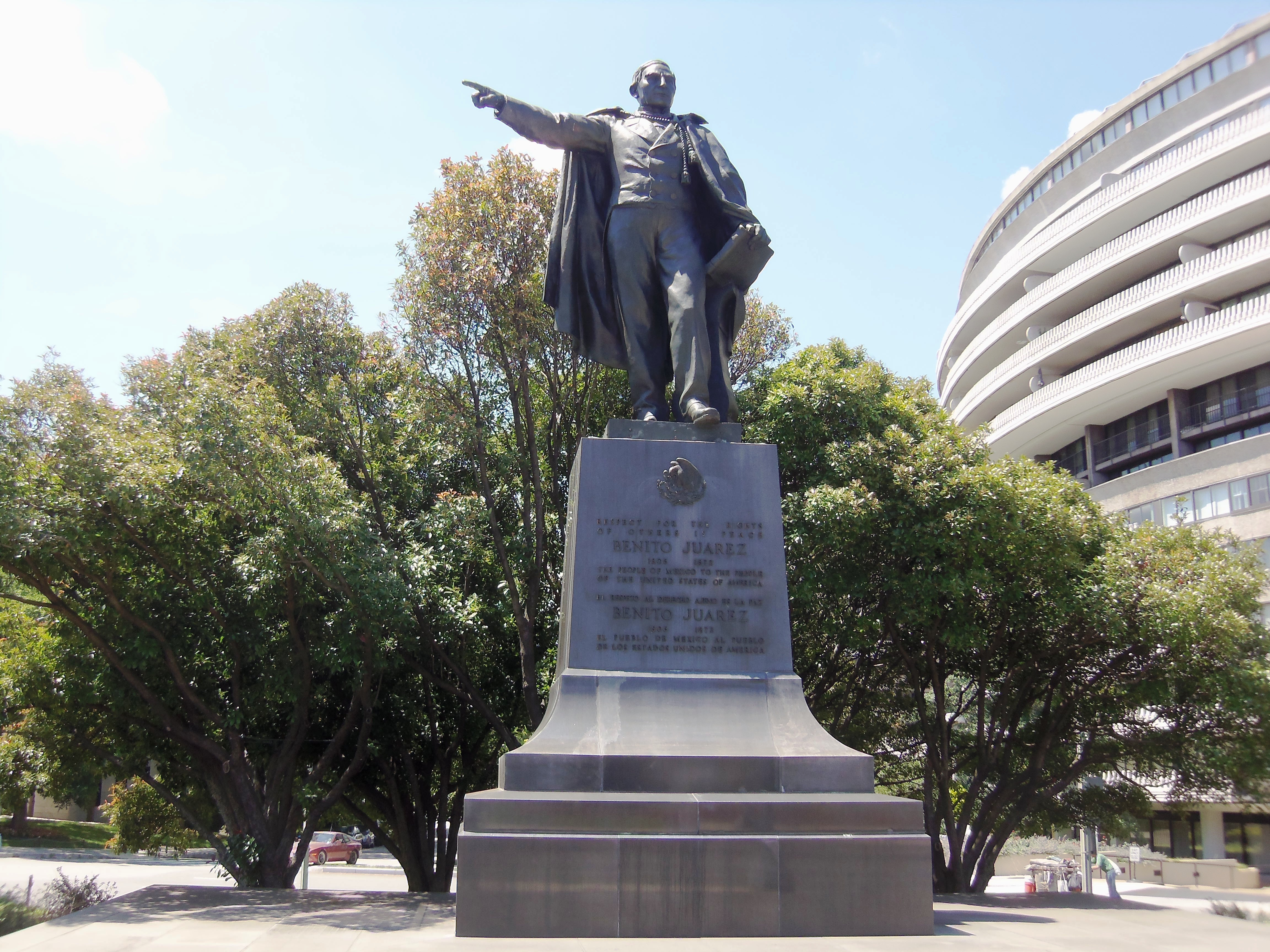
Статуя Бенито Хуареса, 2013 год

Памятник находится у штаб-квартиры Организации американских государств и кампусом Университета Джорджа Вашингтона перед отелем «Уотергейт» и Центром исполнительских искусств Джона Ф. Кеннеди на Хуарес-серкл у Виргиния-авеню и Нью-Гэмпшир-авеню близ станции метро «Фаррагут-Уэст» в квартале Фогги-Боттом на северо-западе города Вашингтон, являясь частью скульптурной серии «Статуи освободителей», включающей в себя ещё четыре статуи.

## Архитектура
Бронзовая скульптура изображает Бенито Хуареса стоящим с поднятой вверх и указывающей вдаль правой рукой. В левой руке он держит книгу под названием «Реформа», опираясь с её помощью на низкий пюпитр. Хуарес одет в короткий двубортный пиджак с длинной накидкой, спадающей с плеч. Основание памятника выполнено из гранита из Френч-Крик. Размеры статуи составляют 19 футов на 9 футов при диаметре в 3 фута и 6 дюймов, а основания — 11 футов на 11 футов и 9 дюймов при окружности в 11 фунтов, при весе в 3,600 фунтов. На постаменте выбиты надписи на английском и испанском языках, в частности в нижнем заднем углу — «A. CENCETFI (sic)/SCULTORE/ROME 1891», на передней стороне — «УВАЖЕНИЕ ПРАВ/ДРУГИХ ЭТО МИР/БЕНИТО ХУАРЕС/1806 1872/ОТ НАРОДА МЕКСИКИ НАРОДУ/СОЕДИНЁННЫХ ШТАТОВ АМЕРИКИ» (англ. RESPECT FOR THE RIGHTS/OF OTHERS IS PEACE/BENITO JUARES/1806 1872/THE PEOPLE OF MEXICO TO PEOPLE/OF THE UNITED STATES OF AMERICA; исп. EL RESPETO AL DERECHO AJENO ES LA PAZ/BENITO JUARES/1806 1872/EL PUEBLO DE MEXICO AL PUEBLO/DE LOS ESTADOS UNIDOS DE AMERICA), на задней стороне — «В ЭТОМ МЕСТЕ ПОМЕЩЕНА/ЗЕМЛЯ ИЗ ГЕЛАТАО, ОАХАКА,/МЕСТА ПРОИСХОЖДЕНИЯ ПРЕЗИДЕНТА/БЕНИТО ХУАРЕСА/7 ЯНВАРЯ 1969» (исп. EN ESTE SITIO FUE DEPOSITADA/TIERRA DE GUELATAO, OAXACA,/LUGAR DO ORIGEN DEL PRESIDENTE/BENITO JUARES/7 DE ENERO DE 1969).